# The Mind Is a Terrible Thing to Taste
The Mind Is a Terrible Thing to Taste è il quarto album in studio del gruppo industrial statunitense Ministry, pubblicato nel 1989.

## Tracce
1. Thieves – 5:02
2. Burning Inside – 5:20
3. Never Believe – 4:59
4. Cannibal Song – 6:10
5. Breathe – 5:40
6. So What – 8:14
7. Test – 6:04
8. Faith Collapsing – 4:01
9. Dream Song – 4:48

## Formazione
Gruppo
- Al Jourgensen - voce, chitarra, programmatore
- Paul Barker - basso, tastiere, programmatore

Personale aggiuntivo
- Bill Rieflin - batteria, tastiera, chitarra, voce aggiuntiva
- Mars Williams – sassofono
- Chris Connelly - voce solista e aggiuntiva